# Électricité du Laos
Pour les articles homonymes, voir EDL.

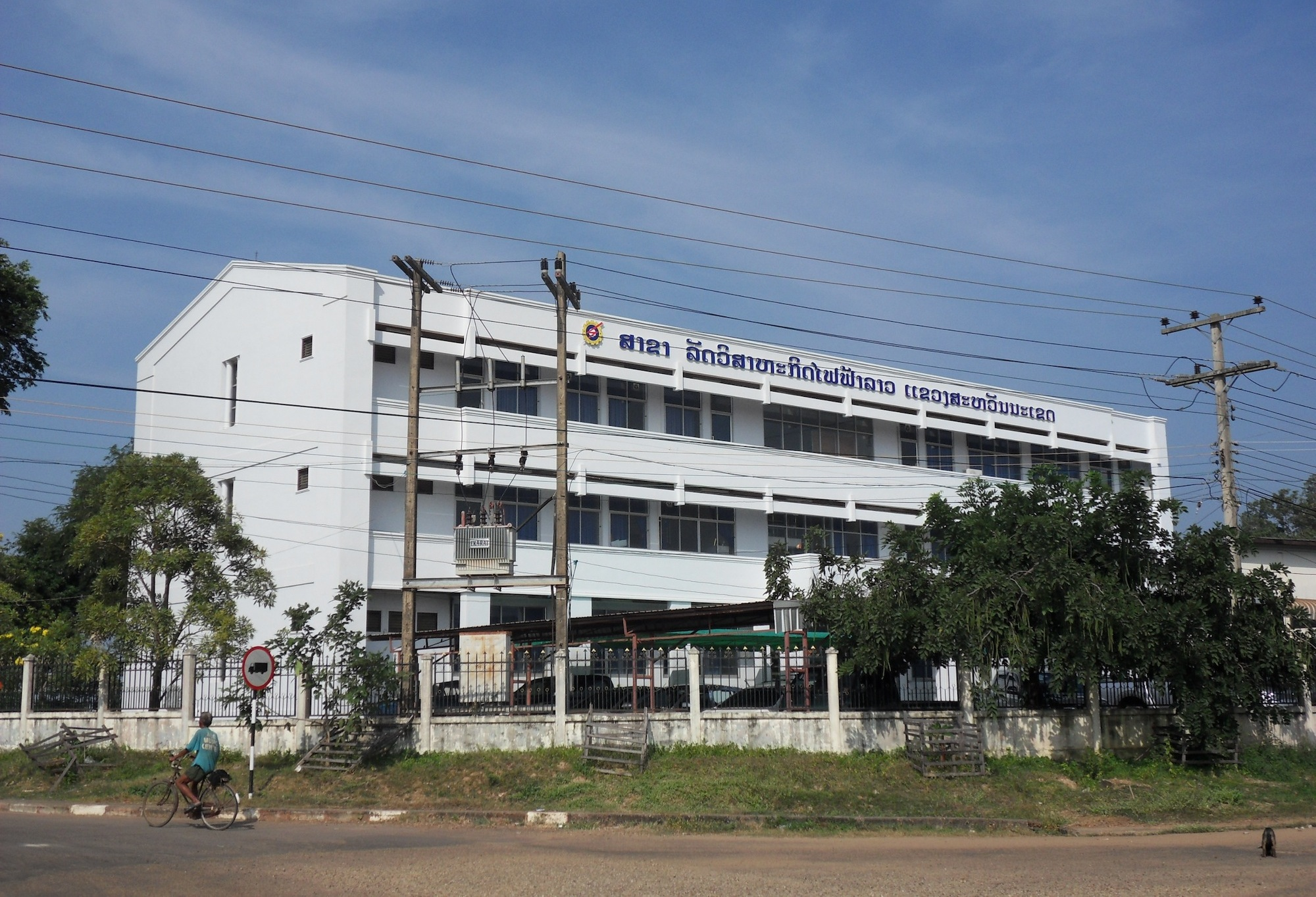
Siège local d'EDL à Savannakhet, nov. 2011.

Electricite du Laos (EDL) est l'entreprise publique laotienne qui possède et opère les activités de production, de transmission et de distribution d'électricité du pays. EDL a été fondée en 1959 et est basée à Vientiane.